# Holothrix mundii
Holothrix mundii är en orkidéart som beskrevs av Otto Wilhelm Sonder. Holothrix mundii ingår i släktet Holothrix och familjen orkidéer. Inga underarter finns listade i Catalogue of Life.